# Kabelspoorweg van Vallvidrera
De Kabelspoorweg van Vallvidrera, of Vallvidrera funicular, is een kabelspoorweg in de buurt Vallvidrera in het district Sarrià-Sant Gervasi in de stad Barcelona in Catalonië, Spanje. Het verbindt het station Peu de Funicular van de Metro del Vallès stadslijn (funicular station Vallvidrera Inferior) met de top van de heuvel Tibidabo (Vallvidrera Superior) met een tussenstop net voor het midden van de lijn (Carretera de les Aigües).
In 1906 is de lijn geopend en in 1998 verbouwd, met nieuwe rijtuigen. Hij vervoert voornamelijk forensen en rijdt elke 6 minuten doordeweeks en in het weekend en met feestdagen minder frequent.
Deze kabelspoorweg heeft de volgende technische gegevens:
- Lengte: 729 m
- Hoogte: 165 m
- Maximum helling: 30.9%
- Rijtuigen: 2
- Capaciteit: 50 passagiers per rijtuig
- Uitvoering: enkelspoor met wisselplaats
- Maximumsnelheid: 5 m/s (18 km/h)
- Spoorbreedte: 1 m
- Aandrijving: Elektriciteit
- Bediening: Volautomatisch

Deze kabelspoorweg wordt uitgevoerd door de Ferrocarrils de la Generalitat de Catalunya (Catalaanse overheidsspoorwegen, FGC), welke ook uitvoerder is van de Metro del Vallès en andere stedelijke lijnen in en rond Barcelona, samen met drie andere kabelspoorwegen en twee tandradspoorwegen.

## Andere kabelspoorwegen in Barcelona
De kabelspoorweg is een van de drie in Barcelona, de andere zijn de kabelspoorweg van Montjuïc en de kabelspoorweg van Tibidabo, hoewel geen van beide worden uitgevoerd door FGC.